# Gamma (thermodynamica)
In de thermodynamica wordt de Griekse letter Gamma (γ) soms ook Kappa of (κ) gebruikt als quotiënt van de molaire soortelijke warmte bij constante druk en de molaire soortelijke warmte bij constant volume.
Dit komt in formulevorm neer op: {\displaystyle {\frac {C_{P}}{C_{V}}}=\gamma }, waarbij γ = 5/3 = 1,67 voor 1-atomige ideale gassen zoals argon, γ = 7/5 = 1,40 voor diatomische gassen zoals dizuurstof en distikstof en γ = 8/6 = 1,33 voor 3- of meeratomige ideale gassen zoals kooldioxide of waterdamp.